# Bischholtz
Bischholtz är en kommun i departementet Bas-Rhin i regionen Grand Est (tidigare regionen Alsace) i nordöstra Frankrike. Kommunen ligger i kantonen Bouxwiller som tillhör arrondissementet Saverne. År 2022 hade Bischholtz 251 invånare.

## Befolkningsutveckling
Antalet invånare i kommunen Bischholtz
| Referens: INSEE |